# Julie du Page
Julie du Page (Parijs, 6 oktober 1972) is een Franse actrice. Ze is voornamelijk bekend uit Franse films, hoewel ze ook in Amerikaanse producties heeft gewerkt (Betrayal uit 2003 met Erika Eleniak).
Hoewel Du Page in Parijs geboren is, groeide ze op in Montreal, waar ze onder andere als model heeft gewerkt. Pas later keerde zij terug naar Frankrijk.
- Library of Congress Control Number: no2010142588
- Virtual International Authority File: 139970891
- WorldCat: E39PBJxMkbBBMfQR9x6CfPFR8C